# 建築系ラジオ
『建築系ラジオ』（けんちくけいラジオ）は、2008年8月8日にスタートした、建築をテーマとしたインターネットラジオ番組である。

## 概要
初代コアメンバーは、五十嵐太郎、南泰裕、山田幸司、松田達の4人。第二期コアメンバーでは、倉方俊輔、大西麻貴が加わった。第三期コアメンバーでは、北川啓介が加わった。
日本各地での地方公開収録や、コアメンバーによる連載コーナー、建築家インタビュー、建築を学ぶ学生との対話コーナーなど、多彩なプログラムが組まれている。こうした番組の特徴により、これまでに日本全国に渡って、多くの建築を学ぶ学生が出演している。

## 番組内のコーナー
- 全体討議
- インタビューコーナー
- 五十嵐太郎が語る
- 五十嵐太郎の建築ブックガイド
- 南泰裕のアーキソフィア
- 山田幸司の「説教するダイハード・ポストモダン」
- 南洋堂店主荒田哲史の「今月の一押し本！」
- 研究者紹介
- カリスマ建築ガールズ
- 北川啓介の無批判的行動主義

## 公開収録の軌跡
- 2008年
  - 7月 - 名古屋・大同工業大学（「名古屋論」ほか）
  - 8月 - 南洋堂（「建築メディアはどうなっているのか」ほか）
  - 9月 - 広島女学院大学（「広島建築論」ほか）
  - 10月 - 南洋堂（「徹底討議、コンペを考える」ほか）
  - 12月 - モンスーンカフェ（「国際建築展について」ほか）